# Красный Кордон (Зерендинский район)
Красный Кордон (каз. Қызыл Кордон) — село в Зерендинском районе Акмолинской области Казахстана. Входит в состав Байтерекского сельского округа. Код КАТО — 115669400.  

## География
Село расположено на юге района, в 8 км на запад от центра района села Зеренда, в 5 км на восток от центра сельского округа села Байтерек. Рядом со селом находится кладбище и река, а также Зерендинское озеро, горы и лес. Из объектов в селе имеются одна школа, один детский сад. 

### Улицы[1]
- ул. Бейбитшилик,
- ул. Орман,
- ул. Орталык.

### Ближайшие населённые пункты
- село Байтерек в 5 км на западе,
- аул Ондирис в 7 км на севере,
- село Зеренда в 8 км на востоке.

## История
Зеренда и Красный кордон основались в Х|X веке казаками. До 1920 года Красный кордон назывался "казачья крепостная станица".

## Население
В 1989 году население села составляло 631 человек (из них русских 55%).
В 1999 году население села составляло 515 человек (232 мужчины и 283 женщины). По данным переписи 2009 года, в селе проживало 456 человек (216 мужчин и 240 женщин).
| Численность населения | Численность населения | Численность населения |
| 1989                  | 1999                  | 2009                  |
| --------------------- | --------------------- | --------------------- |
| 631                   | ↘515                  | ↘456                  |